# Bruckberg (Ansbach)
Bruckberg é um município da Alemanha, no distrito de Ansbach, na região administrativa da Média Francónia, estado de Baviera. Pertence ao Verwaltungsgemeinschaft de Weihenzell.